# 시세 피스케르
시세 피스케르(Sisse Fisker, 1976년 8월 8일 ~ )는 덴마크의 텔레비전 진행자이다.